# Vegetatie
Vegetatie (Latijn: vegetatio) is "de ruimtelijke massa van plantenindividuen, in samenhang met de plaats waar zij groeien en in de rangschikking die zij uit zichzelf (spontaan) hebben aangenomen" (Victor Westhoff). De termen begroeiing en aanplant zijn dus niet hetzelfde als vegetatie: begroeiing kan spontaan zijn, maar ook aangeplant, aanplant is door menselijk toedoen tot stand gekomen. De vegetatie is het onderzoeksobject van de vegetatiekunde.

## Definitie
In de vegetatiekunde is vegetatie gedefinieerd als: de ruimtelijke massa van plantenindividuen, in samenhang met de plaats waar zij groeien en in de rangschikking die zij uit zichzelf hebben aangenomen.
Deze empirische definitie beschrijft de verzameling van planten die op zekere plaats tezamen groeien. De "zelfgekozen rangschikking" sluit zorgvuldig onderhouden tuinen uit, want hier is het de mens die bepaalt wat er wel en niet groeit. Wanneer de structuur wel door de mens is bepaald, maar de soortensamenstelling niet, spreekt Westhoff van een halfnatuurlijke vegetatie. Ook landbouwgebieden en productiebossen, waarin tussen het aangeplante gewas spontane soorten opgekomen zijn, vallen binnen de definitie. Dit omvat het grootste gedeelte van de bossen waar de bomen aangeplant zijn, maar de ondergroei zich spontaan heeft gevestigd.
Er zijn andere definities gangbaar. Bijvoorbeeld: het totaal van levende planten dat deel uitmaakt van de biosfeer en samen met andere organismen en het abiotisch milieu het ecosysteem vormt.
Vegetatiekunde (ook wel plantensociologie, fytosociologie of fytocoenologie) is de wetenschap die zich bezighoudt met vegetatie en met plantengemeenschappen. Buiten de vegetatiekunde wordt het begrip veelal breder opgevat: zie begroeiing.
De term flora slaat op de systematische lijst met soorten (of andere taxa) in een bepaald gebied. De floristiek houdt zich dus bezig met gebieden en hun plantengroei en is een onderdeel van de plantengeografie. Ook wordt de term flora gebruikt voor het naslagwerk, dat gebruikt wordt voor de determinatie van soorten in een gebied.
De landschapsecologie houdt zich bezig met het landschap als ecosysteem: het geheel van de ecosystemen van een bepaald gebied en de onderlinge biotische en abiotisch invloeden. Als uitersten van menselijk beïnvloed landschap kunnen worden onderscheiden het natuurlandschap, zonder menselijke invloed als ontwatering, ontsluiting en percelering, en het cultuurlandschap en het stedelijke landschap met overheersende menselijke invloed.

## Kenmerken vegetatie
Vegetatie wordt gekenmerkt door:
- de niet-willekeurige samenstelling van de vegetatie – niet alle planten groeien spontaan samen.
- de samenhang met de plaats waar de planten groeien met abiotische en biotische factoren; de samenhang tussen standplaats (biotoop) en levensgemeenschap.
- de ruimtelijke en temporele vegetatiestructuur van de vegetatie.
  - de ruimtelijke structuur bestaat uit horizontale patronen en verticale gelaagdheid van de vegetatie
  - de temporele structuur bestaat uit patronen in de tijd, zoals de seizoensaspecten
- de textuur van de vegetatie omvat de diversiteit aan soorten, groeivormen, levensvormen en levensstrategieën (ook wel spectra genoemd)
- het minimumareaal; de minimale ruimte die een vegetatietype nodig heeft om zich te kunnen ontwikkelen.

## Relaties tussen planten
Binnen de vegetatie zijn er betrekkingen tussen planten. Te onderscheiden zijn eenzijdige en wederkerige afhankelijkheidsbetrekkingen, directe en indirecte beïnvloeding, concurrentie en prioriteit.

### Eenzijdige afhankelijkheidsbetrekkingen
- Parasitisme, waarbij organismen leven ten koste van andere organismen. De obligate parasieten kunnen alleen als parasiet leven, de facultatieve parasieten kunnen ook niet-parasitair leven. Specifieke parasieten zijn gebonden aan één soort gastheer. Onder de planten worden ook parasieten gevonden: wortelparasieten (voorbeeld (bremraap) en stengelparasieten (voorbeeld: groot warkruid, klein warkruid). Halfparasieten hebben bladgroen en kunnen nog zorgen voor hun eigen fotosynthese (voorbeelden: maretak, ratelaar).
- Saprofytisme, waarbij planten leven van (resten van) dode organismen. Schimmels behoren vaak tot deze of voorgaande groep. Wintergroen wordt beschouwd als halfsaprofiet, aangezien het de mogelijkheid tot fotosynthese bezit.
- Epifytisme komt voor bij planten die op andere planten leven, zonder hieraan voedsel of water te onttrekken.
- Lianen (houtige, windende planten) en klimplanten (met hechtranken of hechtwortels) steunen op een gastheer. Klimop en kamperfoelie komen ook loslevend voor: het zijn een facultatieve klimplant, resp. liaan.
- Bescherming of beschutting: planten kunnen andere beschermen tegen wind, zonnestraling, uitdroging en verwarming. Veel planten op de bosbodem worden bevoordeeld door de aanwezigheid van bomen, die beschutting geven.

### Wederkerige afhankelijkheidsbetrekkingen
- 'Mutualisme' komt voor bij individuen van dezelfde soort: door het massa-effect bijvoorbeeld kunnen bosplanten zorgen voor een hogere luchtvochtigheid.
- Van (mutualistische) symbiose spreekt men als organismen van verschillende soort elkaar wederzijds voordeel geven.[4] Voorbeelden van symbiose zijn:
  - de wortelknolletjes met stikstofbindende bacteriën bij vlinderbloemigen en bij de els.
  - korstmossen, waarbij schimmels samenleven met algen of met blauwwieren.
  - mycorrhiza, waarbij de wortels van planten samenleven met schimmels, zoals bij veel boomsoorten.

### Directe en indirecte beïnvloeding
- Directe beïnvloeding kan bijvoorbeeld optreden bij verstikking van planten door bladstrooisel, bij verstikking door 'boomwurgers' in de tropen (Ficus benjamina). Ook zijn er planten die door hun wortel stoffen uitscheiden die nadelig zijn voor andere planten.
Voorbeeld: spiesmelde in een verder gesloten vegetatie met klein kruiskruid.
- Een voorbeeld van indirecte beïnvloeding is de chemische beïnvloeding door het plantenstrooisel. Zo verteren de naalden van de jeneverbes snel, waardoor de concentratie aan stikstofverbindingen in de bodem hoger wordt en de nitrificatie wordt bevorderd.

### Concurrentie
Concurrentie (soms ook wel met een anglicisme competitie genoemd) tussen individuen treedt op wanneer ze dezelfde behoeften hebben, maar waar het milieu niet daarin kan voorzien. Er kan concurrentie plaatsvinden om ruimte, om voedingsstoffen en water, of om licht. Omdat de individuen van één soort dezelfde eisen stellen, is de concurrentie dan sterker dan tussen planten van verschillende soorten.

### Prioriteit
Van overheersing of prioriteit spreekt men wanneer een organisme door zijn afmetingen, groeivorm of vitaliteit andere planten slecht weinig ruimte overlaat om te groeien. Zo vangen bomen in een bos het meeste licht op, waarbij er voor de planten van de bosbodem weinig licht overblijft. Een ander voorbeeld geldt bij pioniervegetaties, waar de eerst gevestigde plantensoorten zich ook als eerst kan uitbreiden. Hierdoor blijft er minder ruimte over voor andere soorten.

## Structuur in ruimte en tijd

Horizontale structuur. Van boven naar beneden:
· regelmatig,
· willekeurig, en
· geklonterd.

Structuur is de manier waarop iets in elkaar zit, waarop elementen van een verzameling samenhangen. Bij vegetatie gaat het om de rangschikking van de planten, waarbij onderscheiden kan worden de structuur in de tijd, de horizontale structuur en de verticale structuur.

### Horizontale structuur
Onder horizontale structuur wordt zowel de homogeniteit als de vegetatiepatronen verstaan. Bij onderzoek van de vegetatie moet rekening gehouden worden met de horizontale structuur. Het minimumareaal (de minimale oppervlakte die nodig is voor een goede ontwikkeling van het vegetatietype en dus de minimaal te onderzoeken oppervlakte van een vegetatie om een "goed beeld" te krijgen) is afhankelijk van de soortenrijkdom, de grootte van de planten en de homogeniteit.
Homogeniteit en dispersie heeft betrekking op de regelmatigheid van de onderlinge afstanden tussen de planten. Een regelmatig patroon wijst vaak op menselijke invloed, bijvoorbeeld: in een bosaanplant staan de bomen vaak op regelmatige afstanden. De verspreiding van zaden heeft invloed op de dispersie, bijvoorbeeld bij door mieren verspreide zaden komen de planten van de betreffende soort vooral voor langs de mierenpaadjes.
Patroon en zonering van de vegetatie zijn de lijn- en netvormige patronen die kunnen ontstaan door de abiotische milieuomstandigheden, zoals langs meeroevers, langs de zeereep en in de bergen (hoogtezones). Bij soortenarme vegetaties kan een mozaïekstructuur ontstaan, zoals bij zeekraal-vegetaties.
Omdat de milieufactoren nooit volledig homogeen zijn, is de vegetatie dat ook niet. Maar de invloed van de variatie in de milieufactoren kan overschaduwd worden door één dominante factor, bijvoorbeeld een hoog gehalte aan zout. De soort die hieraan het beste is aangepast bepaalt dan de vegetatie en de structuur daarin.

### Verticale structuur
Onder verticale structuur wordt verstaan de bovengrondse en ondergrondse gelaagdheid van de vegetatie.
Er kunnen in een plantengemeenschap verschillende lagen worden onderscheiden (met hoogten slechts indicatief gegeven):
- een wortellaag (de laag van de bodem die beworteld is)
- een strooisellaag (het deel van de bodem waar bladeren en naalden nog herkenbaar te vinden zijn)
- de vegetatielagen:
  - een moslaag (deze laag met lage planten en paddenstoelen is hoogstens een tiental cm hoog)
  - een kruidlaag (de laag kruidachtige planten tot 135 cm hoog; eventueel een lage en/of hoge kruidlaag)
  - een struiklaag (de laag met struiken; men houdt vaak aan dat deze laag van 135 cm tot 800 cm hoogte reikt)
  - een boomlaag (in tropisch regenwoud kunnen eventueel een lage en/of hoge boomlaag worden onderscheiden)

Meestal zijn slechts 2 tot 3 vegetatielagen goed ontwikkeld, bijvoorbeeld in bossen. Lianen en epifyten groeien in verschillende vegetatielagen en kunnen tot in de boomlaag groeien. In een kruidenvegetatie ontbreken een struiklaag en een boomlaag.

### Seizoensaspecten
In gebieden met een zeer gelijkmatig klimaat als tropisch regenwoud, maar ook eenvoudige vegetatie als alpiene en arctische vegetaties en ook mos- en korstmosvegetatie vertonen weinig seizoensaspecten. Fenologie is de studie van de temporele structuur. Seizoensaspecten of periodiciteit zijn vooral waar te nemen aan meer complexe vegetatie van continentale klimaatsgebieden.
Als voorbeeld van vegetatietypen met duidelijke seizoensaspecten kunnen de bossen van het beuken-verbond en van het haagbeuk-verbond genoemd worden. In Nederland heeft het eiken-haagbeukenbos (Stellario-Carpinetum) de meest duidelijke seizoensaspecten. De daar aanwezige soorten hebben een eigen vegetatieperiode en een fenologisch optimum. De kruidlaag kan daar bijzonder soortenrijk zijn en telt vooral veel voorjaarsbloeiers.

## Textuur
Onder vegetatietextuur verstaat men de niet aan ruimte of tijd gebonden eigenschappen van de vegetatie. Deze uiten zich in diversiteit, biomassa, spruit-wortelverhouding, relatief bladoppervlak, aandeel (spectra) van de verschillende levensvormen of groeivormen:
- diversiteit aan soorten: het aantal soorten of een index, zoals die van Margaleff, Simpson, Hill of van Shannon, waarbij rekening gehouden wordt met de (on)gelijkmatigheid (eveness of juist dominantie) van de aantallen per soort.
- biomassa: de totale massa van de levende organismen in een ecosysteem; in een vegetatie de totale massa (drooggewicht of versgewicht) van de planten, eventueel onderverdeeld naar wortel en spruit;
- spruit-wortelverhouding;
- bladoppervlakte-index ((en)  leaf area index, LAI): de totale bladoppervlakte in verhouding tot de bodemoppervlakte is een maat voor het assimilerend vermogen van de vegetatie.
- spectra aan
  - groeivormen (een morfologisch begrip);
  - levensvormen (aanpassing aan milieu) (bv. volgens Iversen of Raunkiær) en
  - levensstrategieën.

## Successie
Onder successie wordt verstaan de gerichte opeenvolging van plantengemeenschappen door verandering van het abiotische milieu.
Wanneer alle menselijke invloeden zouden wegvallen treedt een ontwikkeling op die gaat in de richting een climaxvegetatie, die men de potentieel natuurlijke vegetatie (PNV) noemt. Gewoonlijk wordt niet de pioniervegetatie bedoeld. De potentieel natuurlijke vegetatie hangt grotendeels af van de standplaatsfactoren, met name de abiotische factoren.
In Nederland is de potentieel natuurlijke vegetatie voor een groot deel bosvegetatie van verschillende typen.

## Vegetatieopname
Om vegetatie te kunnen analyseren moeten er vegetatieopnamen worden gemaakt. In Nederland wordt veelal de Braun-Blanquet-methode gevolgd, of een afgeleide daarvan. Een proefvlak moet een bepaalde minimale afmeting hebben, die weer afhankelijk is van de homogeniteit.
De opname moet ten minste bestaan uit een soortenlijst, liefst per vegetatielaag en een totale bedekking. Per soort kan informatie worden verzameld over:
- de abundantie: de talrijkheid planten op het proefvlak
- de frequentie: het aantal keer dat een soort wordt aangetroffen in deelvlakken van het proefvlak
- de bedekkingsgraad: de procentuele bedekking van de projectie van de planten
- de "kliekgraad", sociabiliteit, dispersie, heterogeniteit of het tegenovergestelde: homogeniteit; de mate waarin soorten gegroepeerd zijn (bv. willekeurig verspreid, regelmatig, geklonterd of in groepjes)
- de vitaliteit: de mate waarin de planten gedijen (bv. dwergvorm, afgegeten, volledig uitgegroeid)
- de fenologische toestand: het stadium van de levenscyclus waarin de soort verkeert op het moment van de vegetatieopname (bv. vegetatief, knopdragend, bloeiend, met rijpe vruchten); bij mossen wordt gelet op de aanwezigheid van kapsels en het rijpheidsstadium daarvan
- de fertiliteit: de mate waarin vruchtzetting plaatsvindt en het stadium daarvan (bv. onrijp, rijp met zaden, zaden al verdwenen uit vrucht).

Vaak worden enkele zaken hiervan niet genoteerd, of gecombineerd geschat, zoals in de methode van Frans-Zwitserse School de abundantie en de bedekking.